# 北海道南茅部高等学校
北海道南茅部高等学校（ほっかいどうみなみかやべこうとうがっこう、Hokkaido Minamikayabe High School）は、北海道函館市にある公立（道立）の高等学校。

## 沿革
- 1949年 - 北海道森高等学校臼尻分校(定時制)開設
- 1951年 - 北海道森高等学校尾札部分校(定時制)開設
- 1952年 - 北海道臼尻高等学校及び北海道尾札部高等学校として独立
- 1954年 - 北海道臼尻漁業高等学校及び北海道尾札部漁業高等学校と改称
- 1957年 - 両校合併し、尾札部村･臼尻村組合立北海道南茅部漁業高等学校と改称
- 1959年 - 両村の合併により南茅部村立北海道南茅部漁業高等学校と改称、町制施行により南茅部町立北海道南茅部漁業高等学校と改称
- 1962年 - 北海道南茅部高等学校と改称
- 1964年 - 道立移管
- 1978年 - 定時制課程閉課
- 1990年 - 校舎改築落成

## 逆サマータイム
周辺の特産品である昆布漁が最盛期を迎える7月には、多くの生徒が午前3時前に起床、4時より昆布漁を手伝い、その後登校する形となる。そこで、昆布漁を手伝う生徒の健康面への配慮と、登校時の交通事故防止を目的として、登校時刻を通常より30分遅い9時とする逆サマータイムを2007年度より導入している。